# Ошен-Ридж (Флорида)
Ошен-Ридж (англ. Ocean Ridge) — муниципалитет, расположенный в округе Палм-Бич (штат Флорида, США) с населением в 1636 человек по статистическим данным переписи 2000 года.

## География
По данным Бюро переписи населения США муниципалитет Ошен-Ридж имеет общую площадь в 5,18 квадратных километров, из которых 2,33 кв. километров занимает земля и 2,85 кв. километров — вода. Площадь водных ресурсов округа составляет 55,02 % от всей его площади.
Муниципалитет Ошен-Ридж расположен на высоте 2 м над уровнем моря.

## Демография
По данным переписи населения 2000 года в Ошен-Ридж проживало 1636 человек, 494 семьи, насчитывалось 875 домашних хозяйств и 1449 жилых домов. Средняя плотность населения составляла около 315,83 человек на один квадратный километр. Расовый состав населённого пункта распределился следующим образом: 98,35 % белых, 0,12 % — чёрных или афроамериканцев, 0,55 % — азиатов, 0,12 % — выходцев с тихоокеанских островов, 0,43 % — представителей смешанных рас, 0,43 % — других народностей. Испаноговорящие составили 2,93 % от всех жителей.
Из 875 домашних хозяйств в 11,4 % воспитывали детей в возрасте до 18 лет, 52,1 % представляли собой совместно проживающие супружеские пары, в 3,5 % семей женщины проживали без мужей, 43,5 % не имели семей. 37,5 % от общего числа семей на момент переписи жили самостоятельно, при этом 17,6 % составили одинокие пожилые люди в возрасте 65 лет и старше. Средний размер домашнего хозяйства составил 1,87 человек, а средний размер семьи — 2,41 человек.
Население муниципалитета по возрастному диапазону по данным переписи 2000 года распределилось следующим образом: 10,3 % — жители младше 18 лет, 1,8 % — между 18 и 24 годами, 18,5 % — от 25 до 44 лет, 33,6 % — от 45 до 64 лет и 35,8 % — в возрасте 65 лет и старше. Средний возраст жителей составил 57 лет. На каждые 100 женщин в Ошен-Ридж приходилось 94,8 мужчин, при этом на каждые сто женщин 18 лет и старше приходилось 90,9 мужчин также старше 18 лет.
Средний доход на одно домашнее хозяйство составил 70 625 долларов США, а средний доход на одну семью — 99 184 доллара. При этом мужчины имели средний доход в 91 198 долларов США в год против 31 607 долларов среднегодового дохода у женщин. Доход на душу населения составил 70 625 долларов в год. 2,6 % от всего числа семей в населённом пункте и 4,7 % от всей численности населения находилось на момент переписи населения за чертой бедности, при этом 5,4 % из них составляли жители в возрасте 65 лет и старше.